# Tanjung Morang Sh
Tanjung Morang Sh is een bestuurslaag in het regentschap Padang Lawas van de provincie Noord-Sumatra, Indonesië. Tanjung Morang Sh telt 153 inwoners (volkstelling 2010).